# Yssandon
Yssandon ist eine Gemeinde in Frankreich. Sie gehört zur Region Nouvelle-Aquitaine, zum Département Corrèze, zum Arrondissement Brive-la-Gaillarde und zum Kanton L’Yssandonnais. Nachbargemeinden sind Saint-Aulaire im Norden, Allassac im Nordosten, Varetz im Osten, Mansac im Süden, Brignac-la-Plaine im Südwesten und Perpezac-le-Blanc im Westen.

## Wappen
Beschreibung: In Silber eine nach links sehende um eine Balkenwaage geschlungene schwarze Schlange. Im blauen rechten Obereck ein goldgerandeter Handspiegel mit einer nach links sehenden geschlungenen silbernen Schlange.

## Bevölkerungsentwicklung
| Jahr      | 1962 | 1968 | 1975 | 1982 | 1990 | 1999 | 2008 | 2012 |
| --------- | ---- | ---- | ---- | ---- | ---- | ---- | ---- | ---- |
| Einwohner | 666  | 600  | 560  | 571  | 608  | 599  | 615  | 728  |

## Sehenswürdigkeiten
- Kirche Saint-Hippolyte, als Monument historique klassiert
- Zerstörter Turm „Tour du Puy d’Yssandon“, ebenfalls ein Monument historique

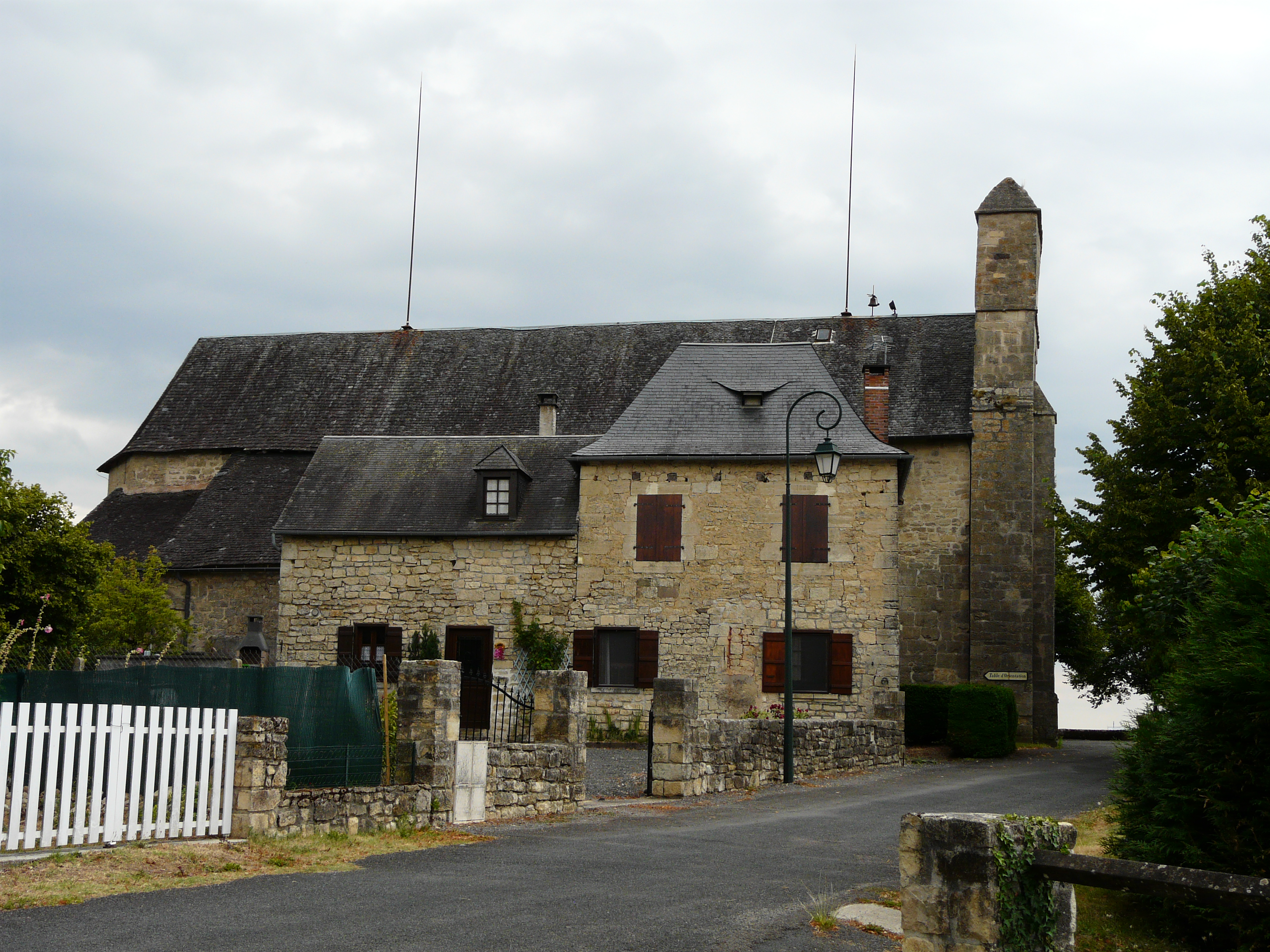
Kirche Saint-Hippolyte
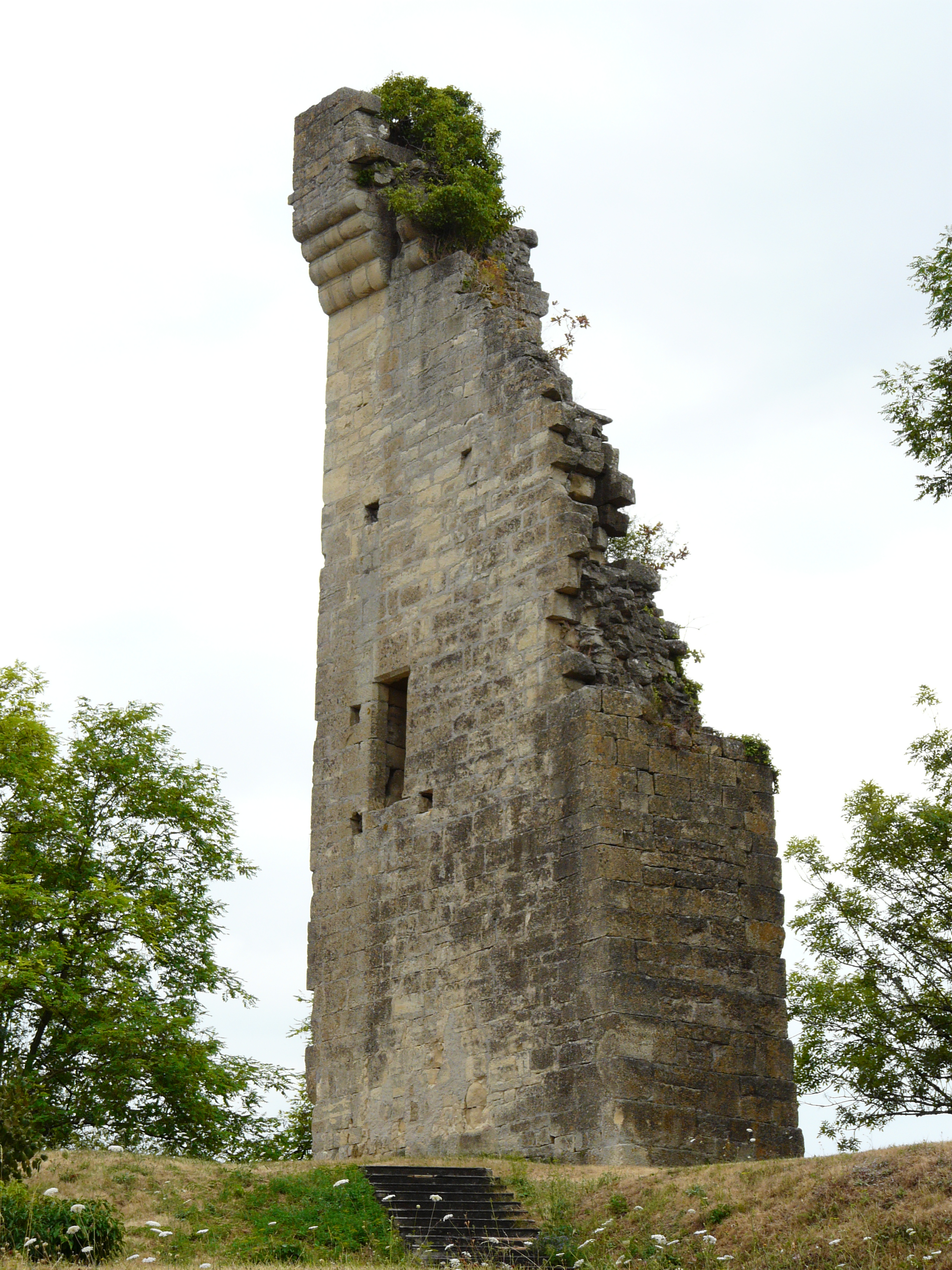
Turmruine von Yssandon

## Regelmäßige Veranstaltungen
- Fête de la Truffe, jährlich Ende Januar[1]